# Стоговка (село)
Стоговка — село в Кузоватовском районе Ульяновской области. Входит в состав муниципального образования сельское поселение Спешнёвское.

## География
Расположено на реке Свияга, в 51 км к северо-востоку от районного центра Кузоватово. 

## История
Изначально село носило название Золотиловка Сенгилеевского уезда Симбирской губернии.
Село основал Э. И. Стогов, который в 1848 году купил землю и, в память о месте в котором родился, назвал новое селение Тимофеевкой. Заселялось село не быстро и к 1859 году даже не фигурировало в перечне заселённых мест губернии. 
В 1867 году село перешло к В. П. Ермоловой. В Стоговке к тому времени насчитывалось 14 дворов, 87 жителей. 
В 1869 году, из Екатериновки, построенный в 1859 году, помещиком Иваном Петровичем Бобылевым, деревянный храм, перенесён в с. Лукино (ныне в черте села). Престол в нём один — во имя св. прор. Предтечи и Крестителя Господня Иоанна.  
В 1913 году в селе проживало 150 жителей в 28 дворах, работал конный завод.
Стогово часто посещал писатель С. Г. Скиталец (в 1905 году, а также 1913—1917 годах). В своём романе «Дом Черновых» описан сельский быт и жизнь в находившимся в селе имении его тестя, купца Н. К. Ананьева.
В 1919 году на основе усадьбы и конезавода создан зерновой и конезаводческий союз «Стоговский», который имел отделения в сёлах Зеленец и Хохловка.  
К 1927 году в союзе работали 2 мельницы, 2 спиртзавода, крахмало-паточный завод, мастерская по ремонту сельхозтехники, инвентаря и т. д. В селе функционировал театр самодеятельности, детские ясли, торговые предприятия.  
В 1932—1959 гг. работал Стоговский конезавод № 29.  
В 1950-х годах, перед объединением в одно село, рядом были другие населённые пункты: Новопокровский, Тёплый, Лукино. 
В 1969 году в Стоговку из села Лукино было перенесено здание школы. На мемориальной доске школы отмечено: «Эта школа построена и открыта по инициативе И. Н. Ульянова в 1871 году». 

## Население
- В 1867 году в селе — 14 дворов, 87 жителей.
- На 1900 год в дер. Золотиловке (Стоговка, при р. Свияге, в 1 вер.; н. р.) в 29 двор. 96 м. и 85 ж.[3];

- В 1913 году в селе проживало 150 жителей в 28 дворах.

- В 1996 году — население составляло 641 человек, национальный состав — в основном русские.
- На 2010 год — 409 человек.

## Известные люди
- Бутырин, Сергей Иванович — советский хозяйственный деятель, горный инженер, заслуженный строитель РСФСР, родился в с. Лукино.
- Сарчин, Рамиль Шавкетович (14.12.1975) - поэт, автор-исполнитель, литературовед, литературный критик, искусствовед, доктор филологических наук, ген. директор Академии народной энциклопедии. Лауреат региональных, всероссийских, международных конкурсов и премий. Учился в Стоговской неполной средней школе с весны 1987 по 1991 год.

## Инфраструктура
- Центр СПК «Стоговский», школа, медпункт, библиотека, дом культуры, детский сад, отделение связи.

## Достопримечательности
- В селе находится памятник-обелиск воинам — землякам, погибшим в Великой Отечественной войне.

- На доме, где жил писатель С. Г. Скиталец (Петров), установлена мемориальная доска.
- Родник[6].